# Anthony Trafford James

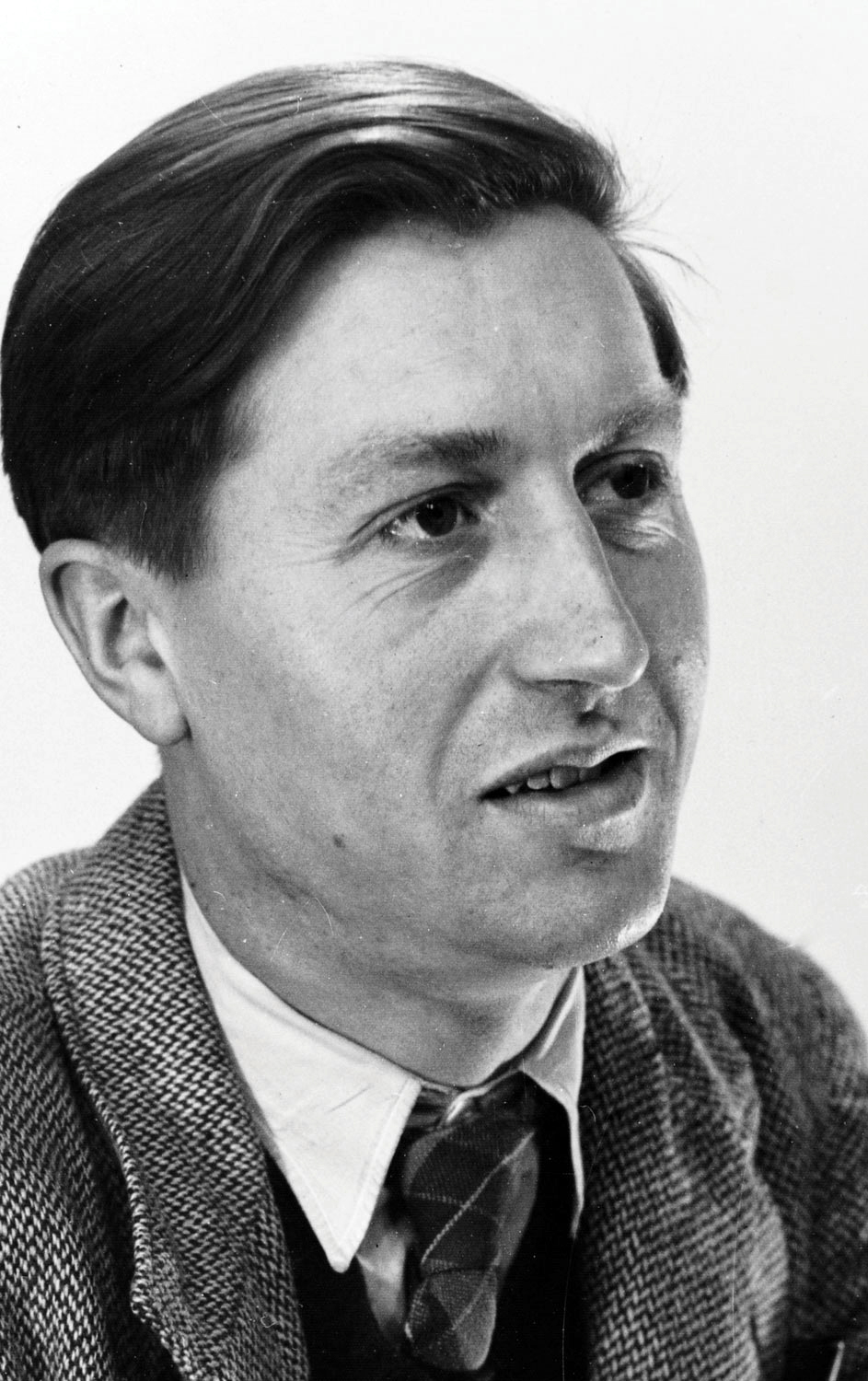
Anthony Trafford James

Anthony Trafford James (* 26. März 1922 in Cardiff; † 7. Dezember 2006) war ein britischer Chemiker und Biochemiker, der eine bedeutende Rolle in der Entwicklung der Gaschromatographie spielte.

## Leben
Die Eltern von James zogen in Zeiten der Wirtschaftskrise 1929 nach London, wo James die University College School besuchte. Mit 16 Jahren verließ er die Schule um zum Einkommen der Eltern beizutragen und war Laborant bei der Kodak Company. Gleichzeitig besuchte er das Northern Polytechnic, an dem er einen Bachelor-Abschluss erhielt und 1940 erhielt er ein staatliches Stipendium um am University College London zu studieren, das damals nach Wales evakuiert war (Aberystwyth). 1943 erhielt er einen Bachelor-Abschluss mit Bestnoten und arbeitete danach an seiner Dissertation bei Christopher Kelk Ingold und E. D. Hughes. Gleichzeitig war er politisch sehr aktiv, wurde Mitglied der Kommunistischen Partei und war Präsident der National Union of Students. Zeitweise erwog er sogar Politiker zu werden. Nach dem Studium war er am Bedford College, wo er an Antimalaria-Medikamenten arbeitete und 1947 am Lister Institute, wo er sich unter Richard Synge mit Gaschromatographie befasste und Archer Martin kennenlernte, mit dem er sich befreundete und zusammenarbeitete. Er ging mit Martin (der 1952 für seine Arbeiten in Chromatographie mit Synge den Nobelpreis erhielt) an das National Institute of Medical Research in Mill Hill.
Dort gelang ihm mit Martin die Entwicklung der Gas-Flüssigkeits-Chromatographie (GLC), veröffentlicht 1952 im Biochemical Journal. Die weitere Verfeinerung der Methode vielfach in Zusammenarbeit mit der Industrie erweckte auch das Interesse von James für menschliche Ernährung und pflanzliche Fette. Mit James Lovelock untersuchte er die Rolle von Fetten bei Herzerkrankungen. 1962 wechselte er an die Forschungslaboratorien von Unilever in Colworth House, die er zuvor schon beraten hatte. Hier leitete er eine eigene Forschungsgruppe für Fettbiosynthese. Insbesondere untersuchte er den Metabolismus pflanzlicher Fette und wie dort Doppelbindungen in die Fettsäureketten eingebaut werden. Ende der 1960er Jahre schickte ihn die Firma auf die Harvard Business School und er übernahm höhere Managementaufgaben im Labor. 1985 ging er bei Unilever in den Ruhestand. Einige Jahre war er Non-Executive Director der Wellcome Foundation.
Er war Professor für Industrielle Chemie an der Loughborough University und schrieb auch ein Lehrbuch über Biochemie der Fette. Mehrere Jahre stand er den Internationalen Konferenzen für Biochemie der Fette vor und war auch aktiv in der staatlichen Forschungsförderung. Insbesondere setzte er sich für die Aufhebung von Barrieren zwischen dem Medical Research Council und dem Agricultural Research Council ein und erweiterte letzteren zum Agricultural and Food Research Council.
1978 wurde er CBE und 1983 Fellow der Royal Society.
1945 heiratete er Olga Clayton, mit der er drei Kinder hatte. Nach ihrem Tod heiratete er 1983 Linda Beare, mit der er einen Sohn hatte. Zuletzt litt er an der Parkinson-Erkrankung.

## Schriften
- mit A. J. P. Martin:  Gas-liquid partition chromatography: the separation and micro-estimation of volatile fatty acids from formic acid to dodecanoic acid, Biochemical Journal, Band 50, 1952, S. 679–690
- mit R.V. Harris: Linoleic and α-linolenic acid biosynthesis in plant leaves and a green alga, Biochemica et Biophysica Acta, Band 106, 1965, S. 456–464.
- It seems like only yesterday: development of gas-liquid chromatography,  INFORM, Band 6,  1995. S. 820–834
- mit M. I. Gurr: Lipid Biochemistry: An Introduction, Chapman and Hall 1971